# Zinovi Vysokovski

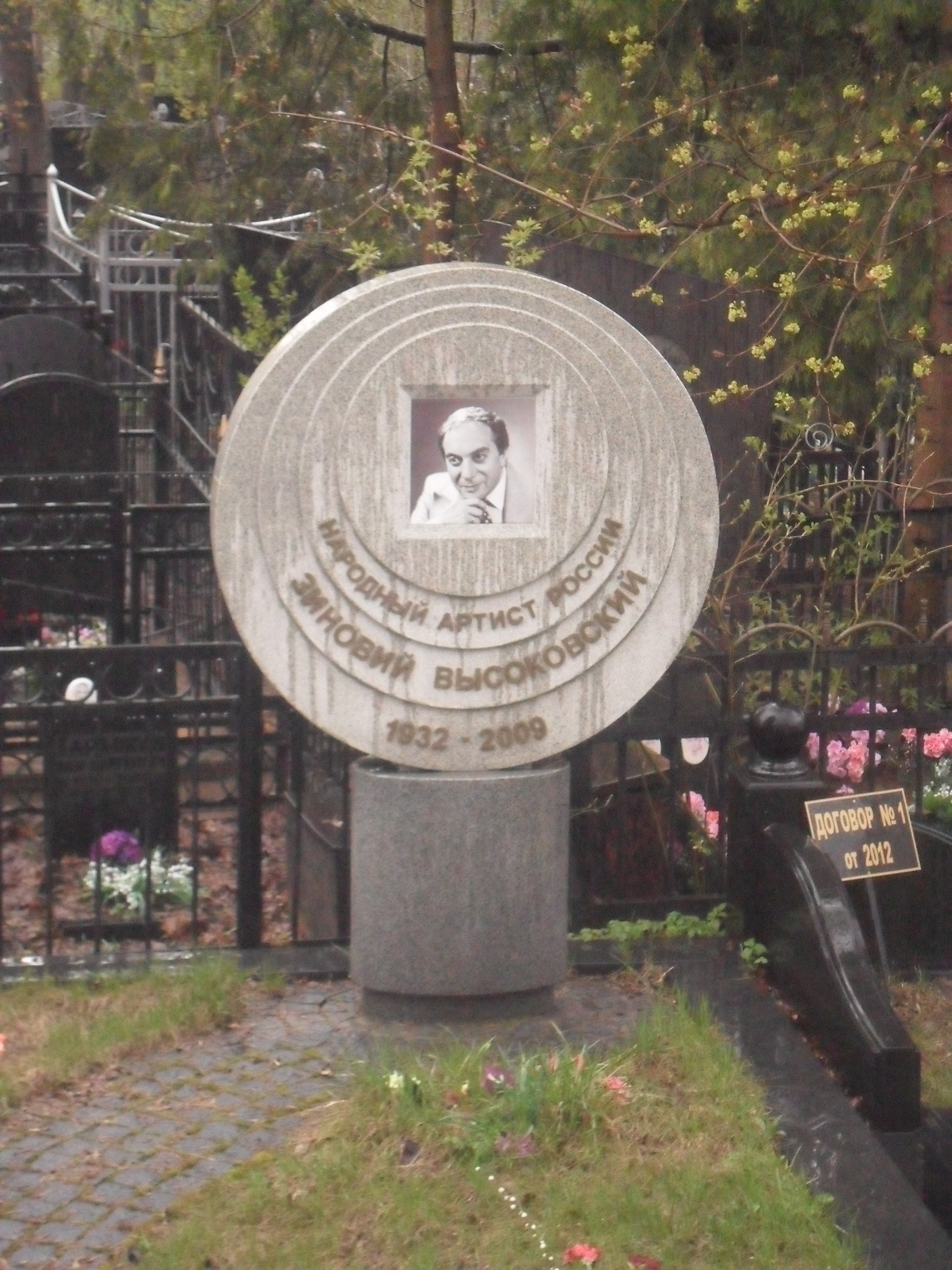
Graf van Zinovi Vysokovski

Zinovi Moisejevitsj Vysokovski (Russisch: Зиновий Моисеевич Высоковский) (Taganrog, 28 november 1932 - Moskou, 3 augustus 2009) was een Russisch toneel-, variété- en filmacteur.
In 1952 ging hij naar Moskou om naar de toneelschool van Sjtsjoekin te gaan, maar hij raakte niet door het ingangsexamen en volgde een opleiding automatisering en ruimtetelemechanica. Tegelijkertijd bereidde hij zich voor op de toegangsproeven voor de toneelschool en raakte daar uiteindelijk in 1957 binnen. In 1961 ging Vysokovski bij het gezelschap van het Moskous Miniatuurtheater.
Vysokovski werd populair als toneel- en als filmacteur. In zijn tv-programma "Kabatsjok 13 stoelev" ("restaurantje ‘13 stoelen’") speelde hij de rol van Pan Zjoezja. Vysokovski speelde ook als komiek in diverse soloprogramma's.

## Filmografie
- 1964 — Живые и мёртвые (De levenden en de doden) - Misjka
- 1965 — Друзья и годы (Vrienden door de jaren)
- 1968 — Ещё раз про любовь (Nogmaals over de liefde)
- 1969 — Кабачок «13 стульев» / Kabatsjok 13 stoelev - Pan Zjoezja
- 1974 — Безумный день, или Женитьба Фигаро (Dolzinnige dag of, het huwelijk van Figaro) - Bartolo
- 1975 — Маленькие комедии большого дома (Kleine komediën van het grote huis)
- 1982 — Алиса в Зазеркалье (Alice in Spiegelland)
- 2006 — Парк советского периода (Park uit de sovjetperiode)